# Pałac w Berżanach
Pałac w Berżanach – pałac w majątku Czapskich w Berżanach (Litwa). 
Został zbudowany w 1840 w czasie, gdy właścicielem majątku był Adolf Hutten-Czapski. W latach 1885–1887 pałac przebudowano według projektu Karla Lorenza, architekta niemieckiego. W czasie II wojny światowej pałac został zniszczony, lecz po wojnie odbudowano go i został przejęty, razem z resztą majątku, przez kołchoz.

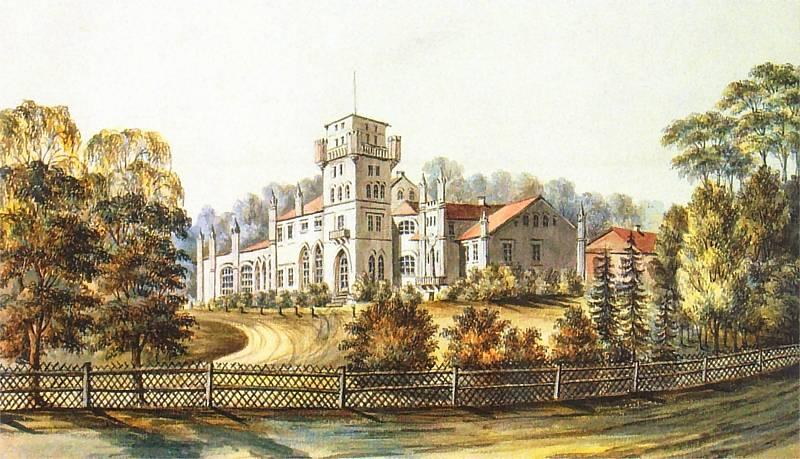
Pałac na rysunku Napoleona Ordy

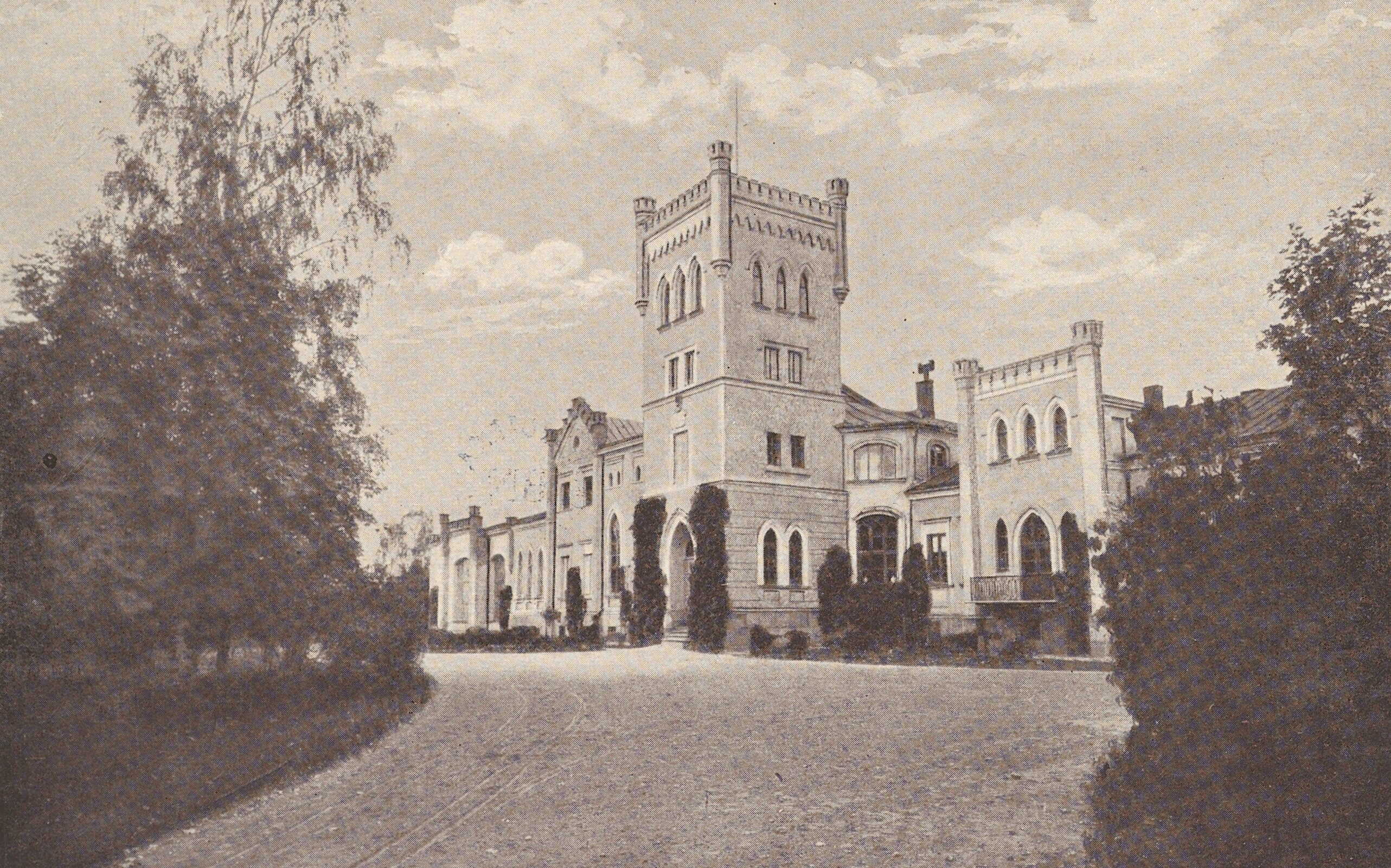
Pałac przed 1911

Pałac jest w stylu neogotyckim. Budynek silnie wydłużony, na planie nieregularnym, o kilku korpusach różnej wysokości ozdobionych ryzalitami, sterczynami lub trójkątnymi szczytami.
Najbardziej widocznym elementem jest  czterokondygnacyjna wieża, czworoboczna, ozdobiona krenelażem oraz nadwieszonymi wieżyczkami w rogach. W wieży znajduje się główne wejście do pałacu. Nad portalem wejściowym umieszczono herby Czapskich i Gorskich (Leliwa i Nałęcz).
Z dawnego zespołu pałacowego zachowały się resztki parku i staw.